# Коджа Касим Ага
Коджа Касим Ага (тур.  Mimar Kasım or Koca Kasım Ağa) (1570—1659) — видатний османський архітектор.

## Життєпис
Народився в Ґремші (Томориця), раніше округ Скрапар, Албанія. Навчався архітектури в Стамбулі й потрапив до числа найближчих помічників архітектора Мімара Сінана.
Після смерті головного придворного архітектора Хасана Ага в 1622 році він став головним архітектором Османської імперії і створив оригінальні монументальні твори, такі як Багдадський павільйон, Єреванський павільйон, Кахельний павільйон у палаці Топкапі в Стамбулі. Він відновив одну з найкрасивіших будівель палацу Топкапі, павільйон на мисі Сарайбурну. Архітектор Касим Ага спроектував другий за величиною критий торговий центр, Єгипетський базар в Еміньюні, який був завершений в 1660 році архітектором Мустафою. Він створив також багато творів в Албанії, таких як корчми, мости, лазні та доріжки середньовічних доріг у Бераті, Корчі тощо.
Причетний до судових спорів, він був засланий в Галліполі в 1644 році. Через рік його помилували і повернули до палацу. Касим Ага більше відзначився політикою, ніж архітектурою. Допомагаючи Мехмеду Кепрюлю піднятися на посаду великого візира, він ініціював епоху Копрулю в османській історії. Помер у 1659 році.

## Галерея

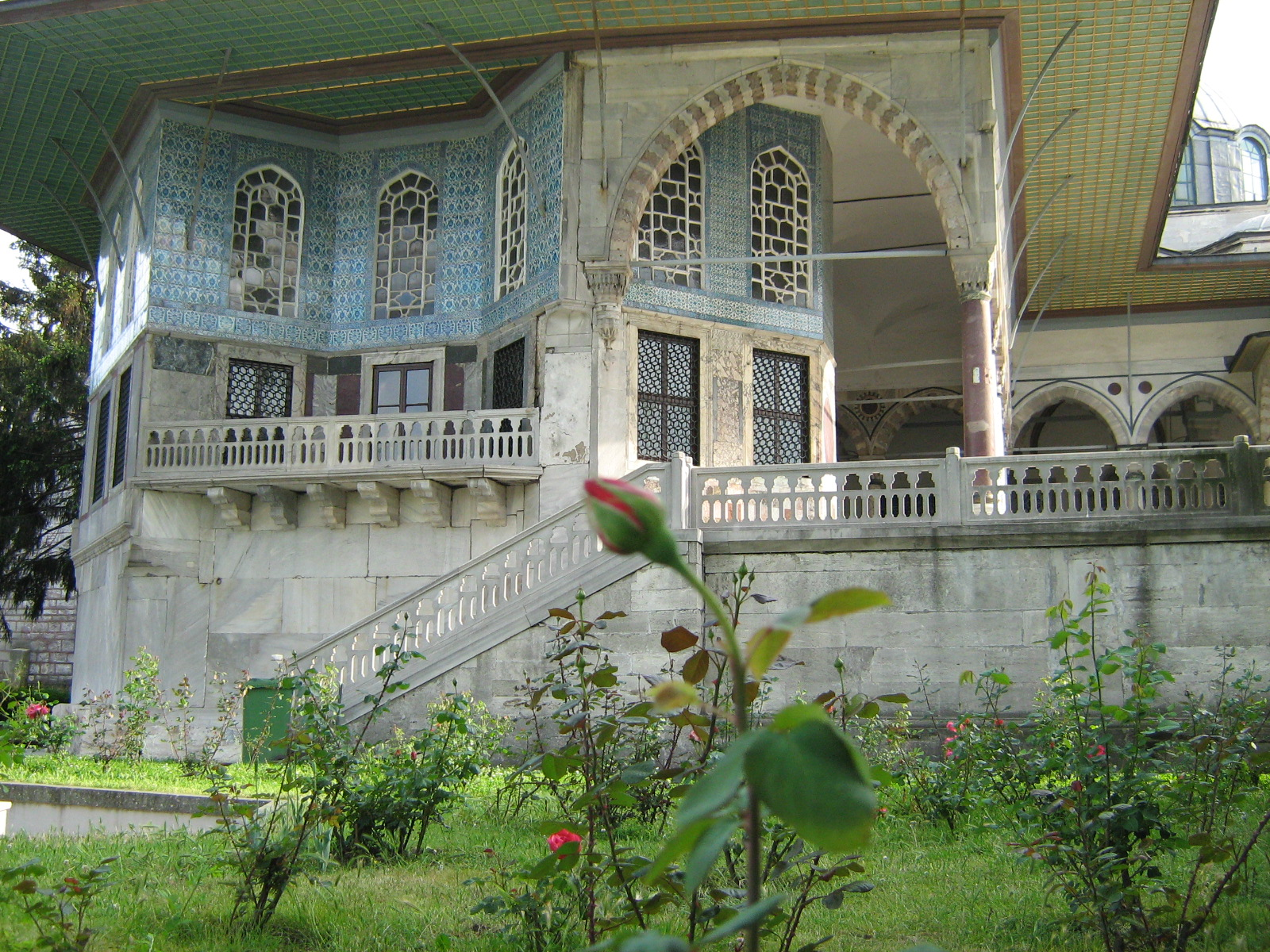
Єреванський павільйон
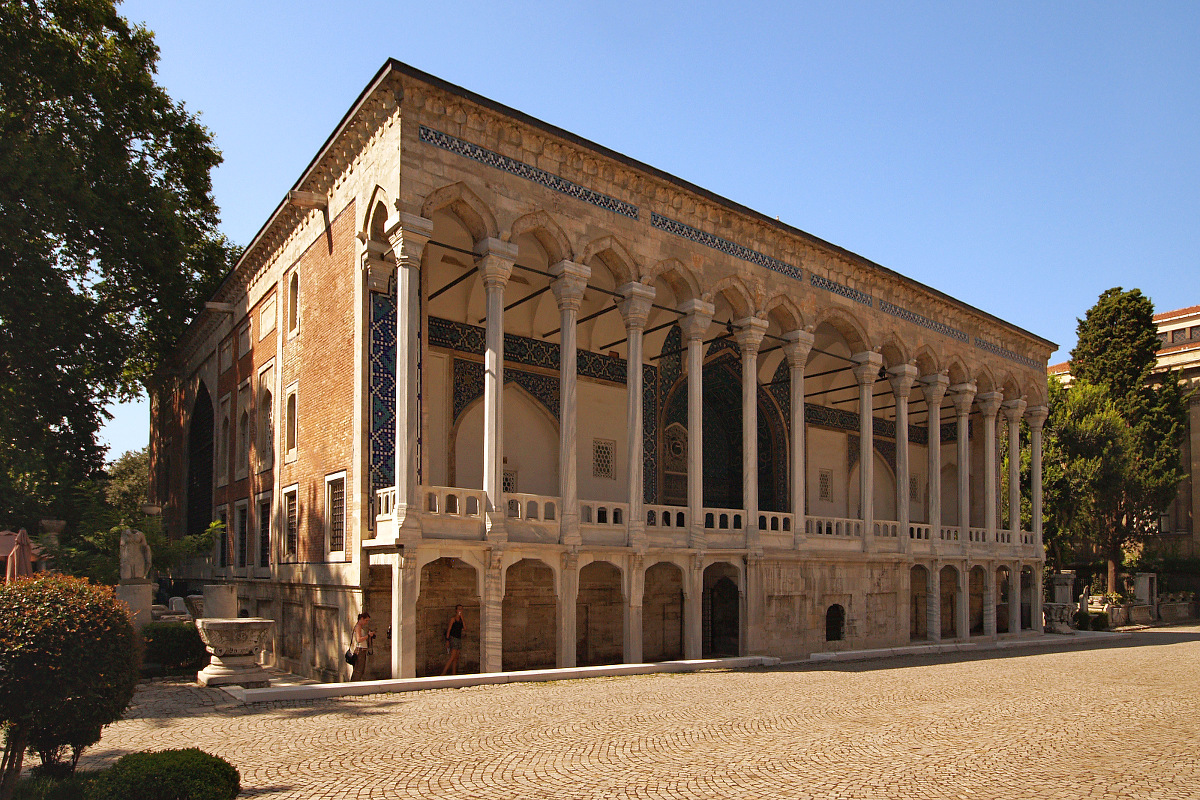
Кахельний павільйон
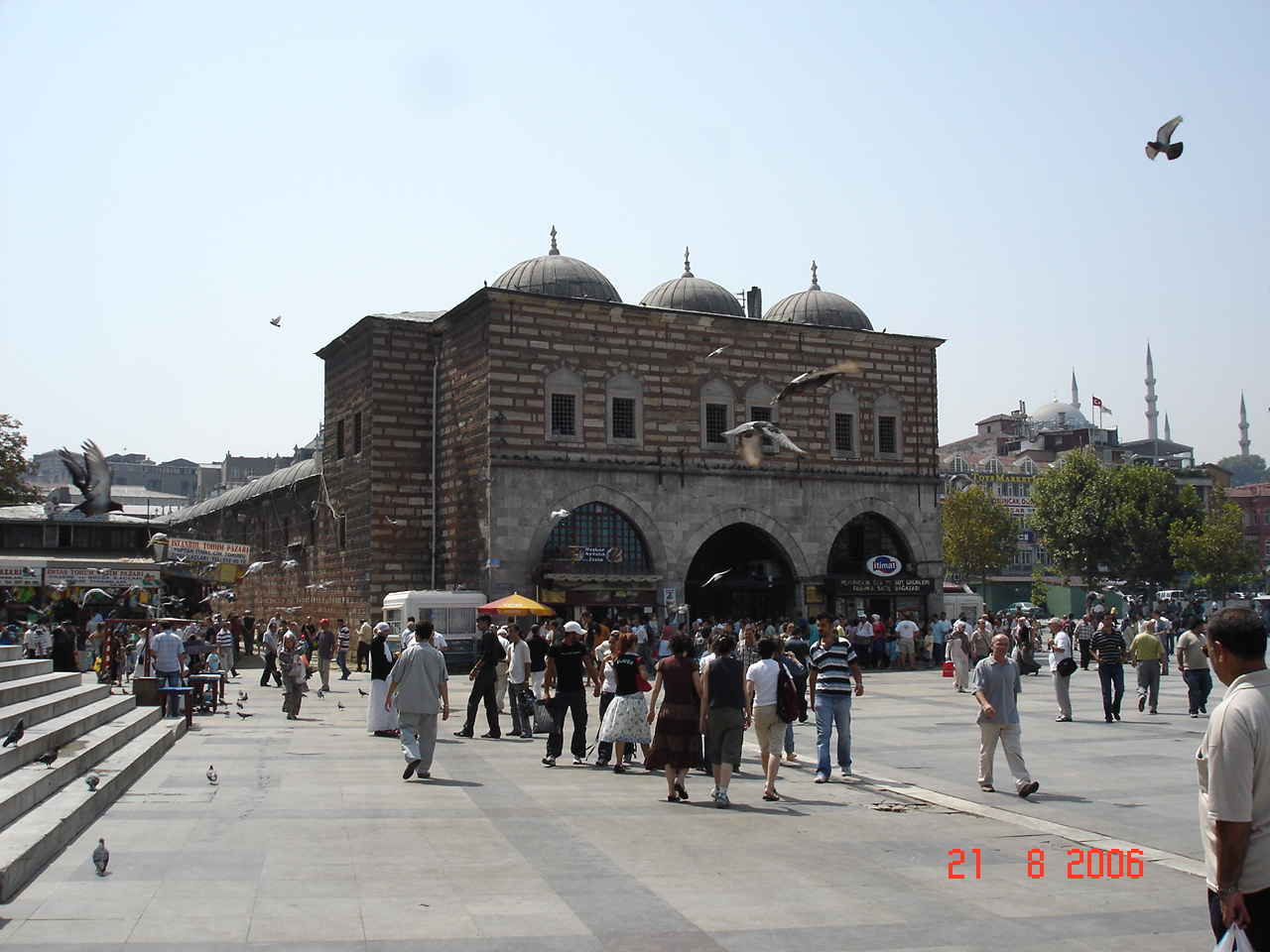
Єгипетський базар